# Bill O’Reilly

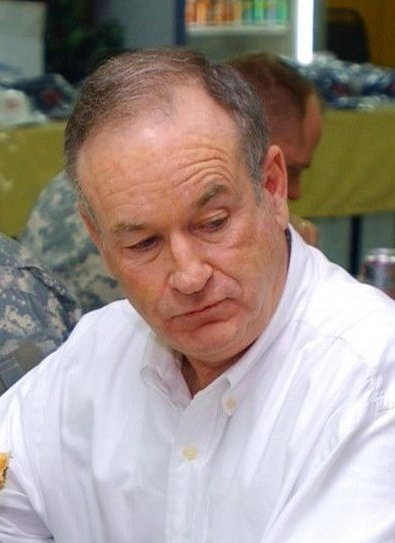
Bill O’Reilly (grudzień 2006).

William James „Bill” O’Reilly Jr. (ur. 10 września 1949 w Nowym Jorku) – amerykański konserwatywny komentator polityczny, showman, autor kilku książek (w tym Zabić Jezusa).
Twórca autorskiego programu telewizyjnego The O’Reilly Factor w amerykańskim kanale informacyjnym Fox News Channel. Prowadzi również audycję radiową The Radio Factor i jest autorem siedmiu książek, z których cztery osiągnęły pierwsze miejsce na liście bestsellerów gazety The New York Times.